# Pokop
Pokop, sprovod, pogreb ili ukop je svečanost na kojoj se lijes s tijelom umrle osobe postavlja u grob. Zbog zemljopisno-vjerskih razloga provodi se na različitim mjestima na različite načine.